# Chalcoscirtus zyuzini
Chalcoscirtus zyuzini là một loài nhện trong họ Salticidae.
Loài này thuộc chi Chalcoscirtus. Chalcoscirtus zyuzini được Yuri M. Marusik miêu tả năm 1991.